# فرانس فرهاخن
فرانس فرهاخن (انگلیسی: Frans Verhaegen؛ زادهٔ ۲۲ ژانویهٔ ۱۹۴۸) دوچرخه‌سوار اهل بلژیک است.